# Musikåret 1881

## Händelser
- 10 februari – Jacques Offenbachs Hoffmanns äventyr har premiär i Paris.
- 20 februari – Anton Bruckners Symfoni nr 4 uruppförs i Wien.
- 8 november – Sumner Tainter tillverkar den första identifierade platta skivan.[1]
- 9 november – Johannes Brahms Pianokonsert nr 2 uruppförs i Budapest.
- 4 december – Pjotr Tjajkovskijs Violinkonsert uruppförs i Wien.

## Födda
- 17 mars – Signe Kolthoff, svensk skådespelare och sångare.
- 25 mars – Béla Bartók, ungersk kompositör.
- 20 april – Nikolaj Mjaskovskij, rysk tonsättare.
- 29 augusti – Edvin Kallstenius, svensk tonsättare.
- 25 november – Peder Gram, dansk tonsättare.

## Avlidna
- 28 mars – Modest Musorgskij, 42, rysk tonsättare.
- 6 juni – Henri Vieuxtemps, 61, belgisk tonsättare.
- 25 november – Theobald Boehm, 87, uppfinnaren av den moderna flöjten.

### Fotnoter
1. ↑  CED in the History of Media Technology (läst 8 april 2011)